# 崔銑 (明朝)
崔铣（1478年—1541年），字子鍾，又字仲凫，初号后渠，又号相臺、洹野，改号少石，河南安陽縣（今河南安阳市）人。明朝理学家、政治人物。崔陞之子。

## 生平
弘治十一年（1498年）戊午科河南乡试第九名举人，弘治十八年（1505年）乙丑科会试第三名，二甲第一名进士，选庶吉士，授编修。参修《孝宗实录》，与同僚拜见权阉刘瑾，径自长揖不拜，因而得罪刘瑾，出为南京吏部主事。刘瑾倒台后，召复原官，充经筵讲官，晋侍读。引疾归里，作后渠书屋，在其中读书讲学。
世宗即位，擢南京国子监祭酒。嘉靖三年（1524年），张璁、桂萼等因在“大礼议”中谄附世宗，骤然显贵。崔铣耻与同列，上疏求去，并上疏弹劾张璁等，触怒世宗，被免官。后起为少詹事兼侍读学士，擢南京礼部右侍郎。嘉靖二十年（1541年）卒，朝廷赐祭葬，谥文敏。《明史·儒林》有传。

## 成就
崔铣为明代理学大家。著有《洹词》、《后渠庸言》、《政议》、《文苑春秋》、《士翼》等书。 曾修《彰德府志》。

## 家族
曾祖崔彦和。祖崔剛，库大使封主事赠知府。父崔陞，延安知府、四川右參政。母李氏，封恭人。弟鉉、釴。

## 延伸阅读
[在维基数据编辑]
 《國朝獻徵錄·卷之三十七》，出自焦竑《國朝獻徵錄》
 《明史卷二百八十二》，出自《明史》
 在维基共享资源阅览影像